# Omnia
Omnia („alles“; Neutrum Plural von lateinisch: omnis, „jeder“) ist eine Musikgruppe aus den Niederlanden, die sich dem Genre Pagan-Folk zuordnen lässt. Omnia ist die Abkürzung für den Ausruf „Omnia chaos est“ (lateinisch für „Alles ist Chaos“), ein Motto der Band.

## Geschichte
1996 gründeten Steve Evans-van der Harten und Louis Aubri-Krieger Omnia als Gruppe, die nordeuropäische keltische und römische Musik (Ende der Eisenzeit/Beginn der Kaiserzeit) wiederzubeleben versuchte. Auftritte fanden bis 2002 hauptsächlich in großen europäischen Museen statt. Als 2002 Jennifer Evans-van der Harten Bandmitglied wurde, wurde das historische Konzept beiseitegelegt. Die Musik orientierte sich seitdem an neo-keltischer Thematik und Stil. 2005 wurde der Ire Joseph Hennon, der Omnia schon auf der CD Crone of War als Gastmusiker unterstützte, festes Bandmitglied. Mit Michel Rozek wurde 2008 ein neuer Perkussionist in die Band aufgenommen, er verließ sie allerdings schon 2009 wieder. Sein Nachfolger wurde Tom Spaan. Weitere Wechsel in der Besetzung folgten 2010, als Philip Steenbergen Mitglied der Gruppe wurde und Louis Aubri-Krieger Ende des Jahres Omnia verließ. Daphyd Sens ersetzte Louis Aubri-Krieger im gleichen Jahr am Slideridoo, auch Tom Spaan verließ die Band. Außerdem trat die Band 2011 auf mehreren Festivals auf, etwa Hexentanz Festival, Feuertanz Festival, Hörnerfest, Festival Mediaval, M’era Luna Festival und Burgfolk. Rob van Barschot, ein neuer Perkussionist, wurde in die Band aufgenommen. 2012 veröffentlichte Omnia das Live-Album Live on Earth. 2013 gab Philip Steenbergen seinen Austritt bekannt.
Im Jahr 2014 erschien das Album Earth Warrior. Der Vertrieb erfolgt durch das von Steve und Jennifer Evans-van der Harten gegründete Label Zap Prod, später umbenannt in PaganScum Records.
Omnia unterstützt offiziell Sea Shepherd und ihren Gründer Paul Watson.

## Verschwörungstheorien
Seit Beginn der Covid-19-Pandemie fiel die Band zunehmend durch die Verbreitung von Verschwörungsmythen im Zusammenhang mit Covid-19 auf. Dabei wurden nicht nur die Maßnahmen zum Schutz vor und Eindämmen von COVID-19 kritisiert, sondern wiederkehrend Cui-bono-Theorien aufgestellt.
Zum zwanzigsten Jahrestag der Terroranschläge am 11. September 2001 verbreitete Steve zudem Verschwörungstheorien über die Neue Weltordnung.

## Diskografie

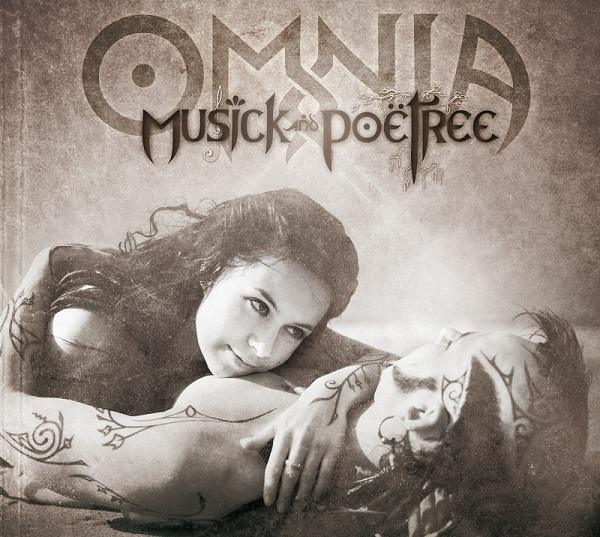
CD-Cover Musick and Poëtree

### Studioalben
- 2000: Sine Missione
- 2001: Beltaine
- 2002: Sine Missione 2
- 2003: 3 (Mini-CD)
- 2004: Crone of War
- 2006: PaganFolk
- 2007: Alive!
- 2010: Wolf Love (CD und DVD)
- 2011: Musick & Poëtree
- 2014: Earth Warrior
- 2015: Naked Harp
- 2016: Prayer
- 2018: Reflexions

### Livealben
- 2005: Live Religion
- 2012: Live on Earth

### Kompilationen
- 2007: CyberShaman (Electro-Remixe von „PaganFolk“)
- 2007: History (Compilation für den US-Markt)
- 2009: World of Omnia

### Videoalben
- 2008: Pagan Folk Lore